# Crash Test 01
Crash Test 01 – debiutancka płyta zespołu Bloom 06 wydana nakładem Universal Records. Premiera odbyła się 13 października 2006 roku.

## Lista utworów
1. "When The Party's Over" 5:03 (muzyka: Maurizio Lobina, Luca Lobina, Fabrizio Barale; słowa: Gianfranco Randone)
2. "Cielo Spento" 4:04 (muzyka: Maurizio Lobina, Gianfranco Randone, Luca Vicini; słowa: Maurizio Lobina)
3. "In The City" 4:33 (muzyka i słowa: Maurizio Lobina, Gianfranco Randone)
4. "Don't Say These Words" 4:03 (muzyka: Gianfranco Randone, Maurizio Lobina, Fabio Martino, Luca Vicini; słowa: Gianfranco Randone)
5. "Per Sempre" 3:57 (muzyka: Maurizio Lobina, Gianfranco Randone; słowa: Maurizio Lobina)
6. "The Crash" 3:52 (muzyka: Gianfranco Randone, Maurizio Lobina, Fabrizio Barale, Fabio Martino; słowa: Gianfranco Randone)
7. "Vorrei Essere Come Te" 3:44 (muzyka i słowa: Maurizio Lobina)
8. "The Old Field Of Angels" 5:34 (muzyka: Maurizio Lobina, Gianfranco Randone, Luca Lobina; słowa: Gianfranco Randone, Maurizio Lobina)

## Single
- In The City (2006)
- Per Sempre (2007)